# Redfield (Iowa)
Redfield és una població dels Estats Units a l'estat d'Iowa. Segons el cens del 2000 tenia 833 habitants.

## Demografia
Segons el cens del 2000, Redfield tenia 833 habitants, 347 habitatges, i 232 famílies. La densitat de població era de 233,1 habitants/km².
Dels 347 habitatges en un 29,4% hi vivien nens de menys de 18 anys, en un 51,3% hi vivien parelles casades, en un 10,7% dones solteres, i en un 33,1% no eren unitats familiars. En el 29,1% dels habitatges hi vivien persones soles el 13,3% de les quals corresponia a persones de 65 anys o més que vivien soles. El nombre mitjà de persones vivint en cada habitatge era de 2,4 i el nombre mitjà de persones que vivien en cada família era de 2,95.
Per edats la població es repartia de la següent manera: un 26,2% tenia menys de 18 anys, un 7,1% entre 18 i 24, un 27,4% entre 25 i 44, un 24% de 45 a 60 i un 15,4% 65 anys o més.
L'edat mediana era de 38 anys. Per cada 100 dones de 18 o més anys hi havia 94,6 homes.
La renda mediana per habitatge era de 38.333 $ i la renda mediana per família de 43.056 $. Els homes tenien una renda mediana de 28.947 $ mentre que les dones 25.724 $. La renda per capita de la població era de 17.155 $. Entorn del 3,5% de les famílies i el 6,1% de la població estaven per davall del llindar de pobresa.

## Poblacions més properes
El següent diagrama mostra les poblacions més properes.